# Cante hondo
Cante jondo, Ка́нте хо́ндо (исп., на андалусийском диалекте — cante jondo, букв. «глубокое пение», т.е. пение в серьёзном, драматическом стиле) — класс музыки и поэзии фламенко, древнейший и наиболее чистый его пласт. Синоним канте хондо — Cante grande (букв. «большое пение», т.е. пение в высоком, драматическом стиле). В современной жанровой классификации фламенко «большое/высокое пение» стилистически противопоставляется «малому/низкому пению», канте чико (исп. cante chico).

## Краткая характеристика
Для канте хондо характерно сольное пение со свободным (неметризованным) распевом текста и обильными мелизмами (на асемантические лексемы ay, ayay, leli и другие «душераздирающие» восклицания, обобщённо именуемые quejíos «вопли, воздыхания»). К числу жанров канте хондо относятся саэта (saeta), ка́нья (caña), сигири́йя (seguiriya), мартине́те (martinete), солеа́/солея́  (soleá), карселе́ра (carcelera), тона́ (toná), по́ло (polo) и некоторые другие. Различия между жанрами канте хондо не всегда определённы и однозначны; некоторые классифицируются как более современные и производные от базовых и архаичных (например, считается, что саэта, мартинете и сигирийя происходят от жанра «тона»). Некоторые жанры исполняются только сольно (карселера, саэта, мартинете, тона) и не предполагают никакой «тональной» гармонизации; такой тип исполнения именуется palo seco. Другие распеваются под аккомпанемент гитары и/или ударных инструментов. Как и в канте чико, аудитория непосредственно во время исполнения подбадривает солиста восклицанием olé (за исключением саэты — песни духовной скорби, исполняемой во время религиозной процессии на Страстную пятницу).

## Рецепция
Ф. Гарсия Лорка считал, что канте хондо — не ответвление (класс) фламенко, а самостоятельный род испанской (андалузской) музыки и поэзии:

Словами "канте хондо" называют группу андалузских песен, из которых самой типичной и совершенной является  цыганская  сигирийя;  к  этим  песням восходят другие, ещё сохранившиеся в народе: поло, мартинете, карселера и солеа. А куплеты, называемые "малагенья", "гранадина", "ронденья", "петенера" и т.д., — всего лишь отдаленные потомки ранее перечисленных песен, от которых они отличаются и по строению и по ритму; их-то и называют "канте фламенко".— Ф. Гарсия Лорка. Канте хондо